# Miranda de Azán
Miranda de Azán es un municipio y localidad española de la provincia de Salamanca, en la comunidad autónoma de Castilla y León. El término municipal, integrado dentro de la comarca del Campo de Salamanca (Campo Charro) y perteneciente al partido judicial de Salamanca, tiene una población 447 habitantes (INE 2024).
Su término municipal está formado por las localidades de Aldeagallega, Aldeanueva, Miranda de Azán, Torrecilla, Urbanización Las Liebres y Urbanización Los Guijos, ocupa una superficie total de 24,07 km².

## Geografía
Integrado en la comarca de Campo de Salamanca, se sitúa a 11 kilómetros de Salamanca. El término municipal está atravesado por la Autovía Ruta de la Plata (A-66) y por la carretera nacional N-630, entre los pK 349 y 350, además de por carreteras locales que conectan con Aldeatejada, Arapiles y Mozárbez. 
El relieve del municipio es predominantemente llano, contando con algunos arroyos de la cuenca del río Tormes. La altitud oscila entre los 900 metros al suroeste y los 810 metros al norte. El pueblo se alza a 823 metros sobre el nivel del mar. 
| Noroeste: Aldeatejada         | Norte: Aldeatejada | Nordeste: Arapiles |
| Oeste: Aldeatejada y Mozárbez |                    | Este: Arapiles     |
| Suroeste: Mozárbez            | Sur: Mozárbez      | Sureste: Mozárbez  |

## Historia
Los primeros indicios de presencia humana en el municipio datan de la Edad del Cobre, en la que se fecha una alabarda de sílex, encontrada cerca de Aldeagallega, si bien no se ha podido corroborar la existencia de ningún asentamiento de esta época. Por ello, habrá que esperar a época romana para confirmar el asentamiento humano en el territorio del municipio, favorecido por el paso de la calzada romana que iba desde Astúrica Augusta hasta Emerita Augusta. En este aspecto, se han encontrado restos de época romana en los pagos de Aldearrica, Alquería de Azán, El Centenero, La Atalaya y La Torrecilla, como cerámicas, ladrillos, tégulas, ruedas de molino, etc. No obstante, el núcleo más importante se hallaba en la Alquería de Azán donde, a juzgar por algunos elementos encontrados —estucos, teselas de mosaico— existió un poblado y una lujosa villa, centro de un extenso dominio de explotación agraria. Los restos hallados parecen confirmar que la ocupación en este enclave se dio entre los siglos I y IV, siendo abandonado posteriormente tras la crisis del Imperio Romano y la inseguridad creciente derivada de ello.
En todo caso, la fundación como localidad de Miranda de Azán se da a caballo entre los reinados de Fernando II de León y Alfonso IX de León, en plena Edad Media, quedando integrada la localidad en el cuarto de Peña del Rey de la jurisdicción de Salamanca, dentro del Reino de León. Por otro lado, en esta época cabe señalar que desde el siglo XIII el monasterio zamorano de Moreruela tuvo posesiones en el municipio, mientras que el documento más antiguo conservado que recoge la existencia de la localidad data de 1190, siendo un documento de donación a la Iglesia por parte de un tal Ramón Martín.
Ya en la Edad Contemporánea, uno de los episodios más convulsos de la historia de Miranda de Azán se dio durante la Guerra de Independencia, teniendo que ser abandonada la localidad por sus vecinos en julio de 1812, ante la amenaza de lo que suponía ser parte del campo de batalla, refugiándose estos en Salamanca. En el propio término municipal, en el pico de Miranda, se dio un enfrentamiento bélico entre el ejército aliado de británicos, españoles y portugueses con el ejército napoleónico francés, mientras que en la zona actual de la ermita de la Virgen de Valbuena, regimientos de caballería portuguesa también se enfrentaron a la caballería francesa, haciéndola retroceder. Posteriormente, ya finalizada dicha guerra, con la creación de las actuales provincias en 1833, Miranda de Azán quedó encuadrado en la provincia de Salamanca, dentro de la Región Leonesa.
En el siglo XIX, Miranda de Azán aparece descrito tanto en el Tomo VI del Diccionario geográfico-estadístico de España y Portugal de Sebastián Miñano (en 1826), como en el decimoquinto volumen del Diccionario geográfico-estadístico-histórico de España y sus posesiones de Ultramar de Pascual Madoz (1845), que recogían una población de 90 y 118 habitantes respectivamente para la localidad.

## Geografía humana

### Demografía
Cuenta con una población de 447 habitantes (INE 2024).
| Gráfica de evolución demográfica de Miranda de Azán entre 1842 y 2021                                                 |
| |
| Población de derecho según los censos de población del INE. Población de hecho según los censos de población del INE. |

### Núcleos de población
El municipio se divide en varios núcleos de población, que poseían la siguiente población en 2017 según el INE.
| Núcleo de población      | Población |
| ------------------------ | --------- |
| Miranda de Azán          | 263       |
| Urbanización Los Guijos  | 92        |
| Urbanización Las Liebres | 61        |
| Aldeagallega             | 8         |
| Aldeanueva               | 1         |
| Torrecilla               | 0         |

## Administración y política

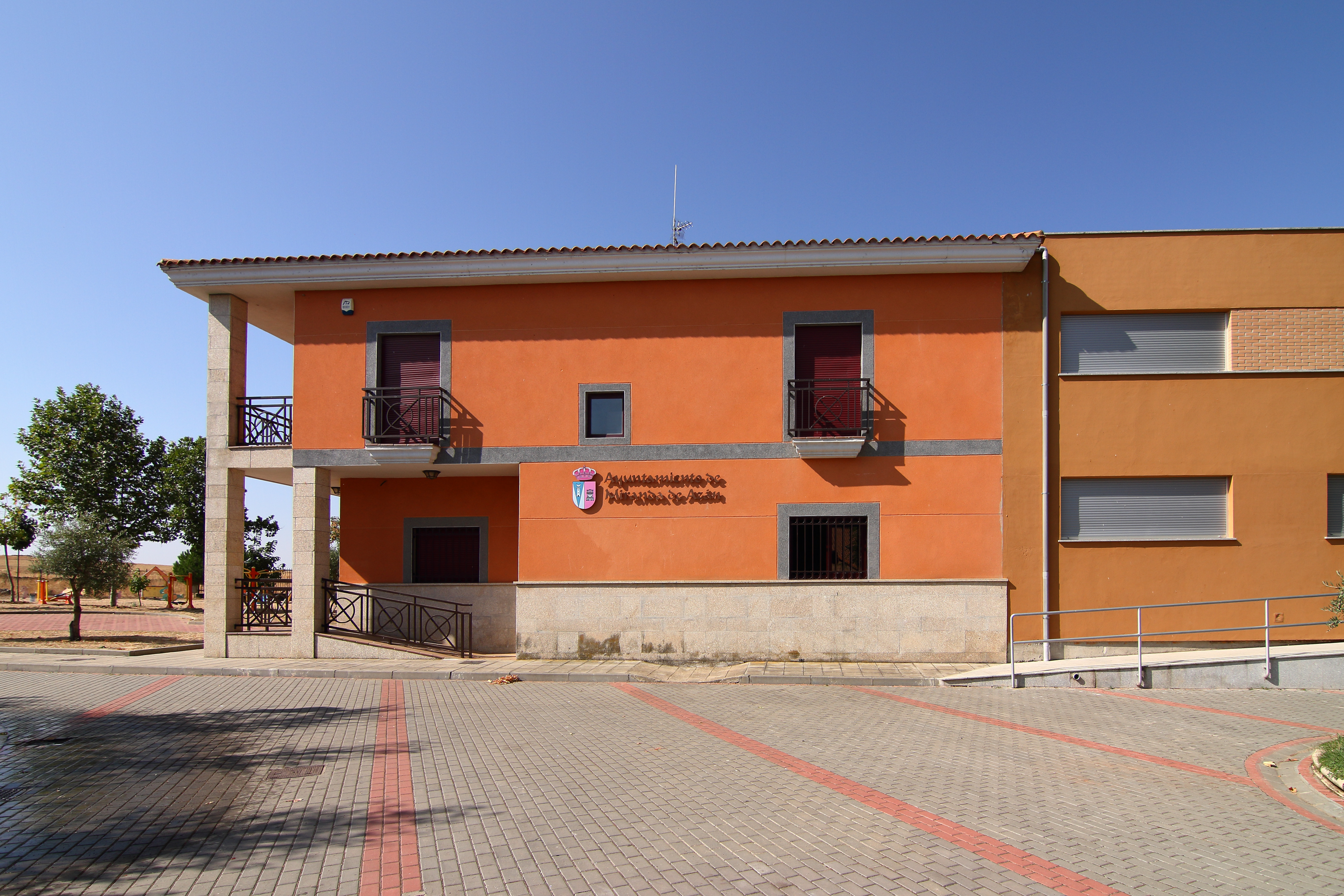
Ayuntamiento

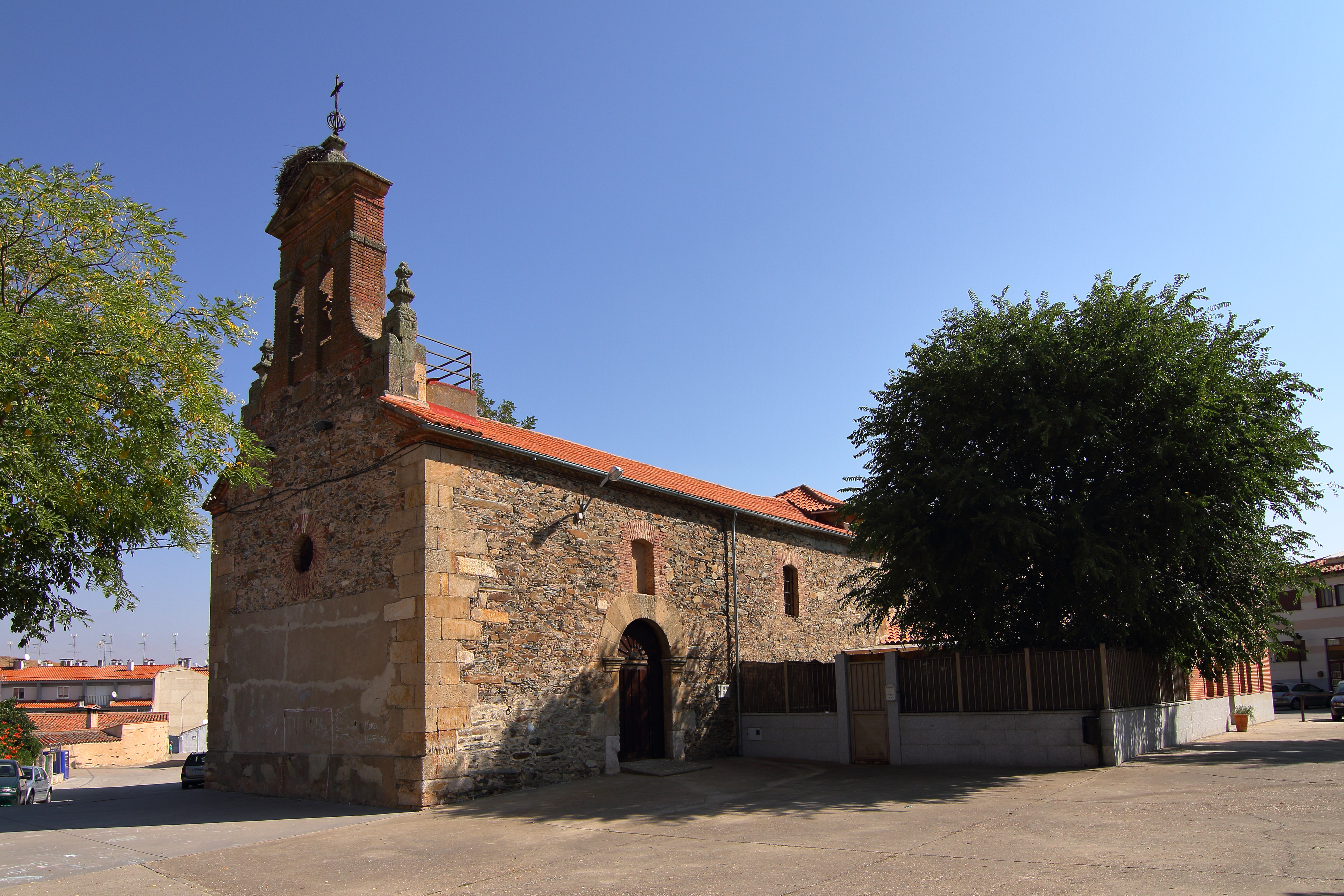
Iglesia parroquial de San Cristóbal

| Partido político                              | 2023  | 2023  | 2023       | 2019  | 2019  | 2019       | 2015  | 2015  | 2015       | 2011  | 2011  | 2011       | 2007  | 2007  | 2007       | 2003  | 2003  | 2003       |
| Partido político                              | %     | Votos | Concejales | %     | Votos | Concejales | %     | Votos | Concejales | %     | Votos | Concejales | %     | Votos | Concejales | %     | Votos | Concejales |
| Izquierda Unida (IU)                          | 85,92 | 177   | 6          | 65,20 | 148   | 5          | 72,77 | 163   | 6          | 44,74 | 102   | 4          | —     | —     | —          | —     | —     | —          |
| Partido Popular (PP)                          | 12,62 | 26    | 1          | 28,19 | 64    | 2          | 20,98 | 47    | 1          | 31,58 | 72    | 2          | 32,21 | 86    | 2          | 44,74 | 119   | 4          |
| Partido Socialista Obrero Español (PSOE)      | 0,97  | 2     | 0          | 3,96  | 9     | 0          | 4,46  | 10    | 0          | 9,65  | 22    | 0          | 28,09 | 75    | 2          | 34,82 | 86    | 2          |
| Coalición SI por Salamanca (SI)               | —     | —     | —          | —     | —     | —          | —     | —     | —          | 12,72 | 29    | 1          | —     | —     | —          | —     | —     | —          |
| Unión del Pueblo Salmantino (UPSa)            | —     | —     | —          | —     | —     | —          | —     | —     | —          | —     | —     | —          | 38,58 | 103   | 3          | —     | —     | —          |
| Unidad Regionalista de Castilla y León (URCL) | —     | —     | —          | —     | —     | —          | —     | —     | —          | —     | —     | —          | —     | —     | —          | 12,96 | 32    | 1          |